# Asthenodipsas borneensis
Asthenodipsas borneensis — вид неотруйної змії родини Pareatidae.

## Поширення
Вид поширений на півночі Калімантану у малайських штатах Сабах і Саравак.

## Опис
Тіло завдовжки до 44 см. Спина від бежевого до помаранчево-коричневого кольору з помітним темно-коричневим або чорним нальотом на шиї та множинними, вузькими, вертикальними, темними смугами вздовж спини та хвоста.